# Sågsjön, Närke
Sågsjön är en sjö i Degerfors kommun i Närke och ingår i Norrströms huvudavrinningsområde.